# The Chase (Doctor Who)
Pour les articles homonymes, voir The Chase.
The Chase (La Poursuite) est le seizième épisode de la première série de la série télévisée britannique de science-fiction Doctor Who, diffusé pour la première fois en six parties hebdomadaires du 22 mai au 26 juin 1965. Écrit par le scénariste Terry Nation, cet épisode marque le départ de la série des personnages de Barbara Wright et Ian Chesterton, respectivement joués par Jacqueline Hill et William Russell.

## Accroche
Les Daleks semblent avoir construit leur propre machine à voyager dans le temps. Ils décident donc de partir en chasse de celui qu'ils considèrent comme leur pire ennemi : Le Docteur, qu'ils réussissent à localiser et à poursuivre à travers le temps et l'espace.

## Distribution
- William Hartnell — Le Docteur
- Jacqueline Hill — Barbara Wright
- William Russell — Ian Chesterton
- Maureen O'Brien —  Vicki
- Peter Purves — Steven Taylor
- Robert Marsden — Abraham Lincoln
- Roger Hammond — Francis Bacon
- Vivienne Bennett — La Reine Elizabeth
- Hugh Walters — William Shakespeare
- Richard Coe — Le présentateur télé
- Paul McCartney, Ringo Starr, John Lennon et George Harrison - The Beatles (caméo)
- Peter Hawkins et David Graham — Voix des Daleks
- Robert Jewell, Kevin Manser, John Scott Martin, Gerald Taylor — Les Daleks
- Ian Thompson — Malsan
- Hywel Bennett — Rynian
- Al Raymond — Prondyn
- Jack Pitt — La Bête à Bourbier
- Arne Gordon — Guide
- Peter Purves — Morton Dill
- David Blake Kelly — Le Capitaine Benjamin Briggs
- Dennis Chinnery — Albert C Richardson
- Patrick Carter — Bosun
- Douglas Ditta — Willoughby
- Jack Pitt — Cabin Steward
- John Maxim — La créature de Frankenstein
- Malcolm Rogers — Le Comte Dracula
- Edmund Warwick — Le robot-Docteur
- Roslyn DeWinter — La Dame Blanche
- Murphy Grumbar, Jack Pitt, John Scott Martin — Les Mechanoids
- David Graham — Voix des Mechanoids

## Résumé

### The Executioners
Alors que les Daleks semblent être à la poursuite du Docteur, à l'intérieur du TARDIS chacun s'occupe comme il peut. Le Docteur a réparé un visualiseur d'espace-temps, un téléviseur permettant de voir les différentes périodes de l'espace et du temps et chacun s'amuse tour à tour à regarder Abraham Lincoln, La Reine Élisabeth et William Shakespeare, ou les Beatles. Le TARDIS se pose alors sur la planète Aridia, au milieu d'un désert de sable. Le Docteur confie à Ian une boussole à TARDIS, Ian et Vicki partant en exploration ; alors qu'ils découvrent des tunnels, le Docteur et Barbara aperçoivent à travers le visualiseur que les Daleks sont à leurs trousses. Pris par une tempête de sable, le TARDIS est enseveli tandis que des Daleks font leur apparition.

### The Death of Time
Le Docteur et Barbara, en fuite des Daleks, rencontrent des Aridiens qui comptent les aider à retrouver leurs amis ; pendant ce temps les Daleks décident de mettre en esclavage les Aridiens et les forcent à désensabler le TARDIS. Leur peuple décide alors de se servir du Docteur de et Barbara afin de négocier avec les Daleks. Ils trouvent ensuite aussi Vicki, séparée d'Ian : tous deux s'étaient échappés des Bêtes du Bourbier, des créatures souterraines qui ont détruit les villes des Aridiens. L'arrivée de l'une de ces bêtes libérera le groupe, qui retrouve alors Ian ; ensemble ils arrivent à piéger les Daleks, réussissent à s'enfuir avec le TARDIS, mais sont à nouveau pris en chasse à travers l'espace-temps par les Daleks.

### Flight Through Eternity
Pris en chasse par les Daleks, le Docteur et ses compagnons n'ont que 12 minutes d'avance sur leurs ennemis. Ils atterrissent tour à tour en haut de l'Empire State Building puis sur le Mary Celeste. Si leur apparition new-yorkaise est juste aperçue par un Alabamien hilare (croyant qu'il s'agit d'un film en train d'être tourné), l'arrivée sur le bateau des Daleks provoquera la fuite de l'équipage, se jetant à l'eau. La poursuite continue mais la machine des Daleks continue à se rapprocher de celle du Docteur, qui ne dispose plus que de 8 minutes de latence avant d'être rattrapés.

### Journey into Terror
Le Docteur et ses compagnons atterrissent à l'intérieur d'une maison dans laquelle se trouvent des monstres célèbres comme la créature de Frankenstein ou le comte Dracula. Le Docteur émet alors la théorie qu'ils soient à l'intérieur de l'inconscient humain (même si, en réalité ce n'est qu'un stand de fête foraine). L'équipage ayant rejoint le TARDIS dans la panique de l'arrivée des Daleks, ils repartent avant de remarquer que Vicki n'est pas avec eux : celle-ci s'infiltre alors à l'intérieur de la machine des Daleks. C'est là qu'elle s'aperçoit que ces derniers ont créé un robot, réplique du Docteur, destiné à infiltrer l'équipage du TARDIS et à l’annihiler.

### The Death of Doctor Who
Le Docteur, Ian et Barbara, toujours en fuite dans l'espace-temps, atterrissent sur la planète Mechanus, qui s'avère être occupée par de dangereux champignons géants qui attaquent les humains, mais ne supportent pas la lumière. Les Daleks y envoient leur robot-Docteur, qui se retrouve avec Barbara tandis que Ian et le Docteur étaient partis retrouver Vicki. Le robot-Docteur est finalement démasqué grâce à Vicki et le fait qu'il ait appelé cette dernière "Susan", puis est détruit. Arrivant près d'une cité blanche, et poursuivis par les Daleks, le groupe tombe sur un robot circulaire, un Mechanoid, qui leur enjoint de le suivre.

### The Planet of Decision
Le Docteur et ses compagnons suivent le Méchanoid jusqu'à l'intérieur de la ville sans savoir que celui-ci a l'intention de les enfermer : ils rencontrent alors Steven Taylor, un voyageur qui s'est écrasé sur la planète Méchanus il y a deux ans de cela. Les Mechanoids sont des robots envoyés cinquante ans plus tôt depuis la Terre pour préparer cette planète, afin d'être colonisée, mais Steven ne connaît pas le code des robots et est donc considéré comme leur prisonnier. Tous réussissent à s'enfuir pendant qu'au-dehors une bataille entre les Méchanoids et les Daleks fait rage. Steven se perd car il recherche sa mascotte en peluche, du nom de Hi-Fi. Le groupe, sain et sauf, décide d'examiner la machine à voyager dans le temps des Daleks. Ian et Barbara décident de rentrer dans leur époque grâce à elle, malgré les réticences du Docteur. Ils reviennent à Londres en 1965, assez heureux de leur voyage. Les observant avec le visualiseur temporel, le Docteur admet à Vicki qu'ils vont lui manquer.

## Continuité
- Au début de l'épisode, le Docteur répare le visualisateur temporel, qu'il obtenu à la fin de l'épisode « The Space Museum ».
- L'équipage réussit à repérer le faux Docteur car celui-ci appelle Vicki "Susan".
- La Reine Élisabeth et William Shakespeare apparaissent dans cet épisode, eux qui rencontreront tous deux le 10e Docteur dans l'épisode « Peines d'amour gagnées ».
- Dans le double épisode  « L'Expérience finale » / « DGM : Dalek génétiquement modifié », on apprend que les Daleks ont aidé à la construction de l'Empire State Building. Selon le showrunner Russell T Davies, les Daleks avaient ce bâtiment dans leur base de données et c'est pour cela qu'ils l'ont délibérément inclus dans leurs plans[1].
- Lorsque Ian demande le cardigan de Barbara, elle répond « pas encore » en référence à son pull qu'ils ont dû défaire dans « The Space Museum ».
- Ironie, Ian lit un livre de science-fiction sur les extra-terrestres à l'intérieur du TARDIS.
- Ian et Barbara s'attardent auprès d'une cabine de police une fois retournés dans leur époque.
- La machine à voyager dans l'espace et le temps des Daleks est plus grande à l'intérieur, comme le TARDIS. Il est probable qu'elle ait été volée aux Seigneurs du Temps.
- Même si la situation de Steven Taylor n'est pas clairement définie à la fin de cet épisode, on apprend dans l'épisode suivant que ce dernier a embarqué à bord du TARDIS aux côtés du Docteur et de Vicki.
- Avec 4 compagnons au casting (Ian, Barbara, Vicki et Steven) il s'agit de l'épisode de Doctor Who classique (en dehors des épisodes spéciaux) de la première série où le Docteur est le plus entouré.
- Le Docteur dit avoir passé deux ans avec Ian et Barbara, à tenter de les ramener chez eux ; ces derniers par ailleurs retournent à Londres environ deux ans après leur départ.

### Daleks
- À partir de cet épisode, les Daleks considèrent le Docteur comme leur plus grand ennemi. Ils font d'ailleurs référence à lui, Ian et Barbara comme ceux qui ont repoussé leur conquête de la Terre dans « The Dalek Invasion of Earth ».
- À partir de cet épisode on peut voir des panneaux solaires sur l'armure des Daleks afin de les rendre indépendant énergétiquement (problème qui était abordé dans « The Dalek Invasion of Earth » et « The Daleks » ). Cet objet restera dans le design des Daleks jusqu'à l'épisode du 11e Docteur « La Victoire des Daleks ».
- Vicki rappelle qu'ils sont à New York, une ville qui sera rasée par les Daleks (ce que l'on avait appris dans « The Dalek Invasion of Earth » ).
- Les Daleks semblent déjà avoir une technologie leur permettant de répliquer des objets ou des gens.
- C'est l'un des rares épisodes où les Daleks sont dans des situations comiques : l'un d'entre eux à du mal à faire des calculs tandis qu'un autre tombe du pont de la Mary Celeste en criant "Yarrgh !".
- On apprend que des éléments sont insensibles aux armes des Daleks : le TARDIS en fait partie, ainsi que des robots automates d'une fête foraine.
- Les Daleks pensent que le Docteur vient de la planète Terre.
- La guerre entre les Daleks et les Mechanoids fut racontée en 1965 dans le comic-book, "The Dalek World" [2] et de décembre 1965 à mai 1966 dans la BD hebdomadaire des Daleks dans le magazine "TV21".